# 老贝利桥 (第十六大道)
老贝利桥 (第十六大道)是一座贝利桥，位于加拿大安大略万锦市鲁日公园内，16th Avenue的下方，跨越鲁日河的支流鲁日溪，而老桥的上方则是新桥。

## 周边
此桥位于红河国家城市公园的边界内。

## 历史
这座桥修建于1945年,最后一次维修是在1965年。此桥总长21.3米使用的材料为木板和钢铁。